# 武藤完雄
武藤 完雄（むとう まさお、1898年2月27日 - 1972年6月20日）は、日本の外科医。専門は、消化器外科学。医学博士。東北大学名誉教授。

## 人物
茨城県北相馬郡井野村大字青柳（現在の取手市青柳）生まれ。茨城県立龍ヶ崎中学校（現在の茨城県立竜ヶ崎第一高等学校）を経て、東北帝国大学医学部を卒業した。同医学部第一外科学教室教授として多くの門下生を育て、日本外科学会の重鎮として長く活躍した。終生のテーマは「胃癌の外科療法」であり、同大学医学部第三内科（黒川利雄教授）との公私とも綿密な連携により生涯で2000例の手術を行った。定年退官後は、福島県立医科大学学長及び宮城県成人病センター（現在の宮城県立がんセンター）院長を務めた。また国際外科学会名誉会員、日本学術会議委員、学術奨励審議会委員、東北大学評議員、日本胸部外科学会会長、日本外科学会会長、日本輸血学会会頭などを務めた。

## 家族
建築学者の武藤清は実弟。東北大学金属材料研究所名誉教授の武藤芳雄は長男。岳父に遠山郁三。

## 経歴
- 1923年 - 東北帝国大学医学部卒業、同医学部外科学第一講座（杉村七太郎教授）に入局
- 1932年 - オーストリアに2年間留学
- 1935年 - 兵庫県立神戸病院外科部長
- 1941年 - 東北帝国大学医学部外科学第一講座教授
- 1946年 - 東北大学医学部長
- 1961年 - 福島県立医科大学学長
- 1967年 - 宮城県成人病センター院長
- 1972年 - 死去、74歳没

## 著書
- 「外科からみた胃癌」、金原出版、1953
- 「新外科総論」、金原出版、1955
- 「新外科各論　上下」、金原出版、1958・1959

## 参考資料
- 「武藤教授退官記念特集号」東北医学会雑誌;63,1/2. 東北医学会　1961
- 「艮陵の教授たち　東北大学における医学教育の源流」桜井実　金原出版　1986
- 「艮陵同窓会百二十年史」東北大学医学部艮陵同窓会．1998